# Galiamelon

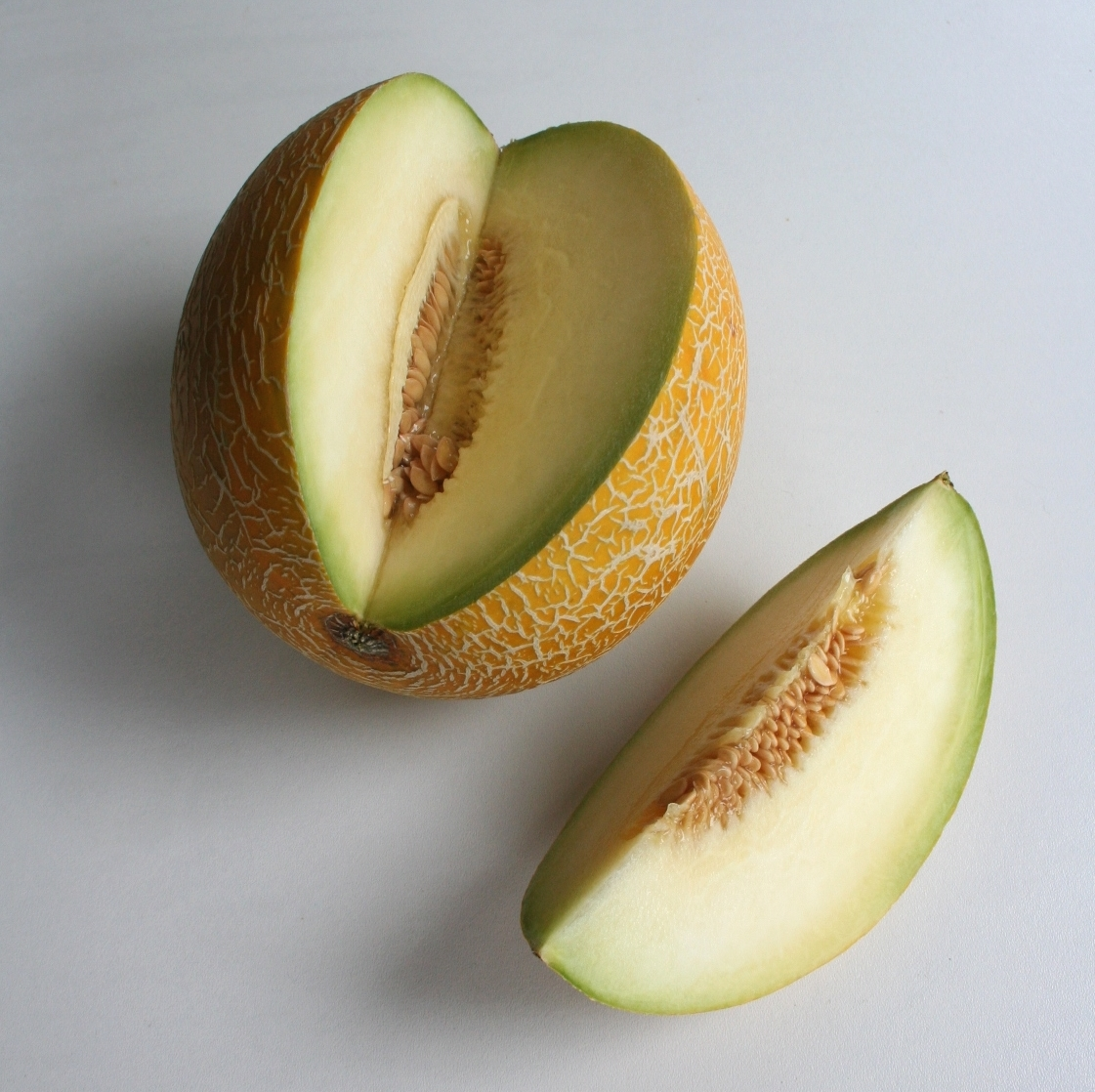
Galiamelon

Galiamelon (Cucumis melo var. reticulatus) är en underart av sockermelon. Den liknar cantaloupemelonen, men är större och har vitt till grönt fruktkött. Galia är ett hebreiskt kvinnonamn som betyder "Gud har förlöst" . 
De flesta galiameloner väger omkring 1 kg. Melonens mognad avgörs genom färgen och doften. Galiameloner är hållbara, men efter uppskärning bör de plastas in och förvaras kallt för att smaken ska bevaras. 
Galiameloner är relativt lättodlade. Varieteten utvecklades i Israel omkring 1970 av melonodlaren Zvi Karchi. Galiameloner odlas numera (2007) mestadels i Brasilien, Spanien, södra USA (Green River, Utah), Costa Rica och Panama. Galiameloner är den enda melonsort som skördas under sensommar och tidig höst. Melonen ska inte plockas förrän den är fullt mogen och sockerinnehållet är som högst. 
Den här artikeln är helt eller delvis baserad på material från engelskspråkiga Wikipedia.